# Чэнь Тунхай
Чэнь Тунха́й (кит. упр. 陈同海, пиньинь Chén Tónghǎi) (род. в сентябре 1948, Хуэйминь, Шаньдун, Китайская Республика)  — бывший председатель совета директоров крупнейшей китайской химической и энергетической корпорации «Sinopec», президент Китайской нефтехимической корпорации. В июле 2009 года приговорен к смертной казни за получение взяток и присвоение денежных средств, присвоенных иным путём. Приведение в исполнение приговора отсрочено на два года.

## Биография
Отец, Чэнь Вэйда, был секретарём комитета КПК провинции Чжэцзян и первым секретарем комитета КПК Тяньцзиня.
Начал карьеру в 1969 году в качестве геолога в Дацинском исследовательском институте. В 1976 году закончил Северо-Восточный нефтяной институт, получив специальность инженера по добыче нефти.
Работал в Чжэцзянском научно-техническом комитете, Чжэньхайском нефтеперерабатывающем заводе. В 1986—1989 году — заместитель, а в 1991—1994 — мэр города Нинбо. В ранге вице-министра в 1994—1998 гг. работал в государственном плановом комитете.
В 1998 году назначен вице-президентом Китайской нефтехимической корпорации. Являлся заместителем председателя совета директоров созданной в 2000 году нефтяной компании Sinopec, ставшей крупнейшей в стране. В 2003 году возглавил Китайскую нефтехимическую корпорацию и занял пост председателя совета директоров в Sinopec.
В июне 2007 года покинул пост в Sinopec «по личным причинам». По некоторым сообщениям, перед уходом в отставку пытался бежать в Канаду, но был задержан в аэропорту .
В октябре 2007 года был арестован, а в июле 2009 года приговорен к смертной казни за взяточничество. Следствие выяснило, что с 1997 по 2007 годы он получил в качестве взяток 195,7 миллиона юаней (28,8 миллиона долларов по текущему курсу).
По сообщениям гонконгских газет арест Чэня мог сыграть роль в неожиданной отставке в августе 2007 года министра финансов КНР Цзиня Жэньцина.